# Sahara Khatun
Sahara Khatun, née le 1er mars 1943 à Dacca et décédée le 9 juillet 2020 à Bangkok, est une politicienne bangladaise de la Ligue Awami qui a occupé le poste de ministre au sein de plusieurs gouvernements de Sheikh Hasina.

## Biographie

### Jeunesse
Sahara Khatun née à Dacca le 1er mars 1943 est la fille d'Abdul Aziz et de Turjan Nesa.
Après avoir obtenu ses diplômes, elle commence sa carrière en tant qu'avocate et défend des affaires devant la Cour suprême du Bangladesh.

### Carrière politique
Sahara Khatun est impliquée dans la politique depuis sa vie étudiante. Elle entre sur la scène politique nationale en 1991 lorsqu'elle participe aux 5e élections législatives en tant que candidate de la Ligue Awami. Elle est battue par Khaleda Zia du Parti nationaliste du Bangladesh, qui devient par la suite premier ministre du Bangladesh.
Sahara Khatun se rend sur les lieux lors de l'arrestation de la Première ministre Sheikh Hasina. Elle est l'une des précurseurs à induire une bataille juridique et politique en faveur de  Sheikh Hasina[réf. nécessaire]. Sahara Khatun est elle-même accusée de crimes à motivation politique sous le régime du gouvernement intérimaire.
À l'approche des élections législatives de 2008 au Bangladesh, Sahara Khatun est présentée comme candidat de la Ligue Awami dans la circonscription de Dacca-18. Elle remporte les élections,, et est ensuite nommée ministre de l'intérieur. Elle prend ses fonctions le 6 janvier 2009. Lors d'un remaniement ministériel en 2012, elle est relevée de ses fonctions de ministre de l'Intérieur et nommée ministre des Postes et des Télécommunications.

#### Ministre
Le mandat de Sahara Khatun en tant que ministre de l'Intérieur est entaché par plusieurs controverses.

##### Mutinerie des gardes-frontières du Bangladesh
Lors de la mutinerie des gardes-frontières en 2009, Sahara Khatun dirige la délégation pour négocier avec les mutins, qui sont des soldats organisant une mutinerie contre leurs officiers de la force paramilitaire chargé des frontières. Elle se rend à l'intérieur du camp pour négocier et demander aux mutins de baisser les armes.
La mutinerie entraîne la mort de 53 hauts responsables de l'armée et de 3 membres de leur famille.

##### Meurtre extrajudiciaire
La Ligue Awami en 2008 promet dans son manifeste électoral qu'elle mettrait fin à toutes les exécutions extrajudiciaires si elle était portée au pouvoir, Human Rights Watch souligne que la Ligue Awami manque à sa promesse[réf. nécessaire].

##### Janmashtami
Sahara Khatun suscite des critiques en août 2010 lorsqu'elle demande aux minorités hindoues d'écourter leur fête religieuse Janmashtami, afin qu'elle n'entre pas en conflit le Ramadan, car elles coïncident avec la même période. Elle exhorte la communauté hindoue à ne pas faire de bruit fort au coucher du soleil, lorsque les musulmans auraient l'iftar. Ses commentaires sont considérés comme discriminatoires, une limitation des célébrations des minorités étant imposée pour la première fois.

### Décès
Sahara Khatun décède le 9 juillet 2020 à l'hôpital international de Bumrungrad à Bangkok, en Thaïlande, des suites du COVID-19.